# Mantallot
Mantallot település Franciaországban, Côtes-d’Armor megyében. Lakosainak száma 234 fő (2022. január 1.). Mantallot Berhet, Langoat, Prat és La Roche-Jaudy községekkel határos.

## Népesség
A település népességének változása:
| Lakosok száma | 148  | 132  | 163  | 165  | 223  | 228  | 230  | 237  | 236  | 234  |
|               | 1968 | 1982 | 1990 | 2006 | 2013 | 2015 | 2017 | 2019 | 2020 | 2022 |